# سی‌.۷۱۴ کودرون
سی. ۷۱۴ کودرون (به انگلیسی: Caudron_C.714) یک هواگرد از نوع جنگنده ساخت شرکت Caudron-رنو است. هواگرد سی. ۷۱۴ کودرون نخستین پروازش را در ۱۸ ژوئیه ۱۹۳۶ (C.710) میلادی انجام داد. این هواگرد در سال ۱۹۴۰ میلادی رسماً معرفی گردید و در سال‌های ۱۹۳۹–۱۹۴۰ تولید شده‌است. در مجموع، تعداد 90 فروند از این هواگرد ساخته شده‌است.
طراح این هواگرد، Marcel Riffard بود.